# Bash Back!

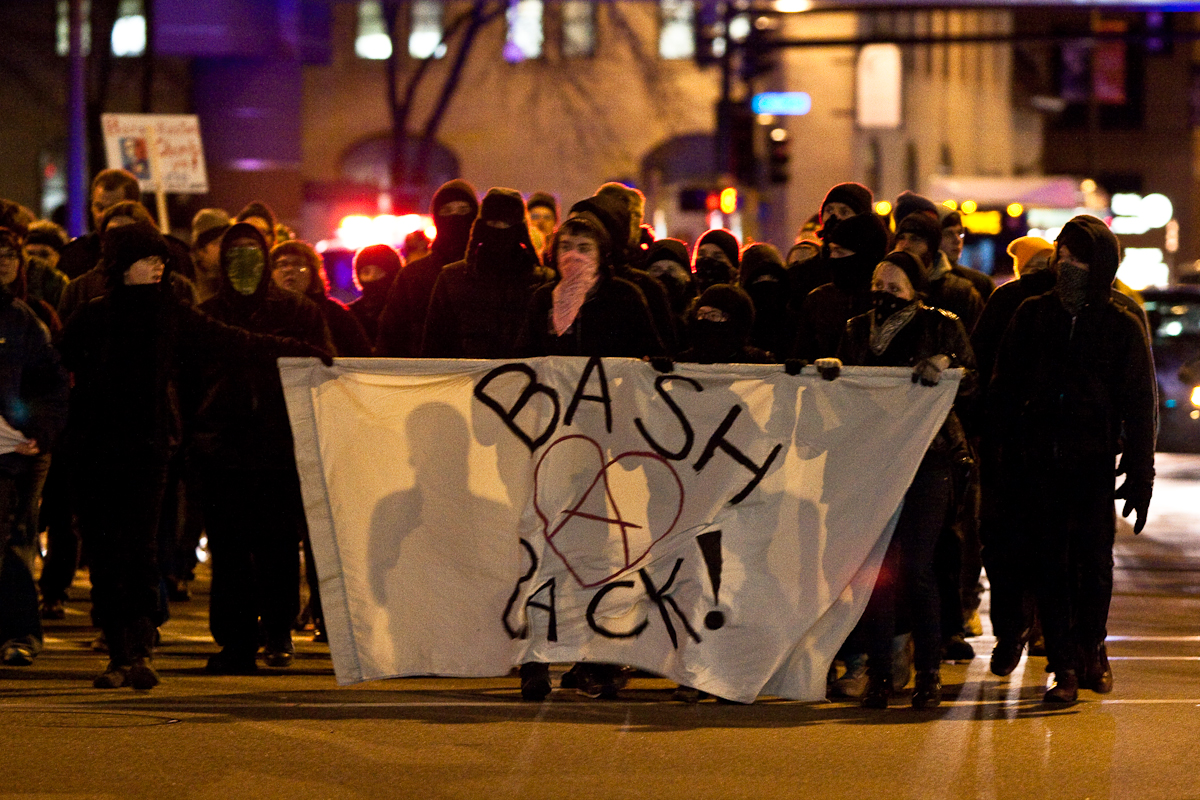
Marchas de Bash Back en Minneapolis, 2009

Bash Back! fue una red de células anarquistas queer e insurreccionales activas en los Estados Unidos entre 2007 y 2011.
Formada en Chicago en 2007 para facilitar la convergencia de activistas trans y gays radicales de todo el país, Bash Back! Intentó criticar la ideología del movimiento LGBTQ+ dominante, que el grupo consideraba una asimilación a las instituciones dominantes de una sociedad heteronormativa. Bash Back! estuvo notablemente influenciado por el movimiento anarquista y los grupos queer radicales, como ACT UP, y se inspiró en los disturbios de Stonewall y los disturbios de la Noche White de San Francisco.
El grupo surgió de la organización de actos contrarios a la Convención Nacional Republicana y a la Convención Nacional Demócrata, y continuó hasta 2011. Surgieron filiales en todo el país, incluso en Filadelfia y Seattle. El modelo de la organización era una red autónoma no jerárquica basada en puntos de unidad acordados, como luchar por la "liberación queer" en lugar de la "asimilación heteronormativa", y aceptar una diversidad de tácticas, "incluida la autonomía de un individuo para participar en acciones consideradas ilegales por el gobierno".

## Acciones
Bash Back! Chicago llevó a cabo una serie de acciones durante el fin de semana del Orgullo de su ciudad en 2008. La primera fue la participación en la Marcha Anual de Lesbianas de Chicago en el barrio de Pilsen de Chicago. El contingente de Bash Back! en la marcha se centró en la resistencia a la gentrificación en la comunidad de Pilsen. Además, los miembros de Bash Back! también participaron en el Desfile del Orgullo de Chicago más grande. Así mismo, Bash Back! Chicago hizo rodar una jaula a través del desfile en la que había un miembro vestido como el alcalde de Chicago, Richard M. Daley, a quien el grupo acusó de ser responsable de recortar la financiación para el SIDA, hacer la vista gorda ante la tortura y la brutalidad policial y apoyar la gentrificación. Al mismo tiempo, los miembros del grupo también distribuyeron bolsas para vomitar con lemas escritos en ellas como "El orgullo corporativo me enferma", una declaración sobre las intenciones comerciales y asimilativas de la cultura gay dominante.
Un contingente de Bash Back! en noviembre de 2008 produjo un piquete en Lansing, Michigan, frente a la Iglesia Mount Hope, una iglesia que promovía creencias anti-gay. Varios miembros interrumpieron un servicio religioso, desplegando una pancarta y arrojando volantes. En mayo de 2009, Alliance Defense Fund presentó una demanda federal contra Bash Back! en nombre de la iglesia, de conformidad con la Ley de Libertad de Acceso a las Entradas de las Clínicas. La demanda finalizó en 2011 con un acuerdo por el cual los acusados pagarían 2.750 dólares en daños y perjuicios y se abstendrían de realizar futuras manifestaciones en la iglesia.
Bash Back se disolvió en julio de 2011 debido a políticas internas. 
En marzo de 2023, Bash Back! anunció una convergencia internacional que se llevaría a cabo del 8 al 11 de septiembre de ese año en Chicago, Illinois.

## Lectura adicional
- Baroque, Fray; Eanelli, Tegan, eds. (2011). Queer Ultraviolence: BASH BACK! Anthology. Ardent Press. ISBN 978-1-62049-042-6.
- Loadenthal, Michael (2013). «Queering (Animal) Liberation and (Queers) Victimhood: The Reappropriation of Intersectionality and Violence».  En Melendez Badillo, Jorell A.; Jun, Nathan J., eds. Without Borders or Limits: An Interdisciplinary Approach to Anarchist Studies. Cambridge Scholars Publishing. ISBN 978-1-4438-4768-1.
- Malatino, Hilary (2013). «Utopian Pragmatics: Bash Back! and the Temporality of Radical Queer Action».  En Jones, Angela, ed. A Critical Inquiry into Queer Utopias. New York: Palgrave Macmillan. pp. 205-227. ISBN 978-1-137-30859-7. doi:10.1057/9781137311979_9.

- Datos: Q4866751